# Euphaedra bunyalae
Euphaedra bunyalae är en fjärilsart som beskrevs av Stoneham 1965. Euphaedra bunyalae ingår i släktet Euphaedra och familjen praktfjärilar. Inga underarter finns listade i Catalogue of Life.